# كاليفورنيا إينلاند إمباير

منطقة كاليفورنيا إينلاند إمباير

إينلاند إمباير (بالإنجليزية: Inland Empire)‏ هي المنطقة الحضرية التي هي حول مدن ريفرسايد وسان بيرناردينو في جنوب كاليفورنيا - الولايات المتحدة. التسمية لإينلاند إمباير تطورت بشكل غير رسمي لتمييز المنطقة الداخلية من جنوب كاليفورنيا والمناطق الساحلية في جنوب كاليفورنيا. إينلاند إمباير هي أكبر منطقة من المناطق الثلاث الرئيسية في جنوب كاليفورنيا من حيث مساحة الأرض.

## أعلام
- تايلور بوغز
- بوبي غرين